# بطنج ندغي
البطنج الندغي أو الستاكس الندغي (باللاتينية: Stachys saturejoides) نوع نباتي يتبع جنس البطنج من الفصيلة الشفوية.

## الموئل والانتشار
موطنها المشرق العربي وتركيا.